# Raquel Martínez
Raquel Martínez Rabanal (Palencia, 30 de junio de 1979) es una periodista y presentadora española.

## Biografía
Hija de maestros de origen palentino y leonés, nace en el Hospital de la Cruz Roja en Palencia. Cuando cuenta con dos años de edad, sus padres, tras obtener plaza como funcionarios en Sevilla, se trasladan a dicha provincia, donde se desarrollará la infancia y juventud de Raquel Martínez.
Estudió en el Colegio Cardenal Spínola de Sanlúcar la Mayor (Sevilla). Tras valorar el hecho de estudiar Filología Inglesa, cursó la Licenciatura en Comunicación Audiovisual en la Universidad de Sevilla. A continuación, marcha a Madrid, donde realizó el Máster de RNE en el Instituto RTVE. Años más tarde, realizó un curso de formación en Community Manager, y estudió alemán, idioma en el que se formó durante un tiempo.

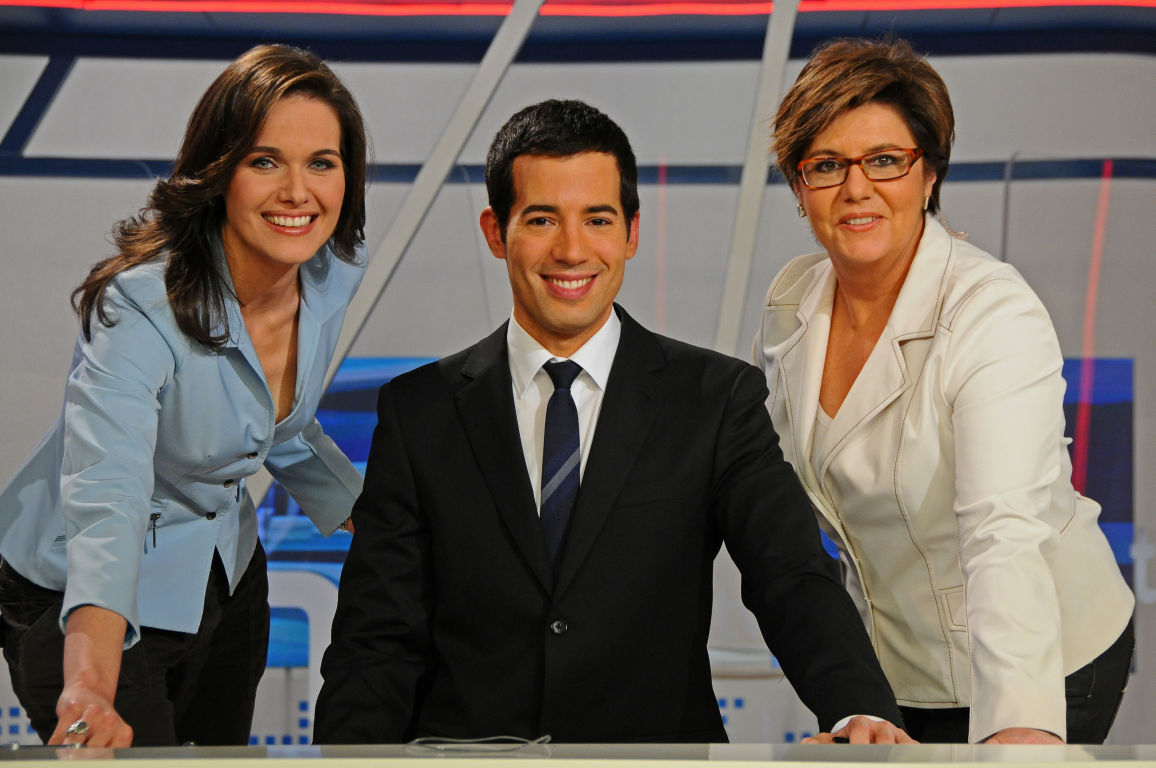
Raquel Martínez, Oriol Nolis y María Escario en el Estudio A-1 del Centro de Emisión e Informativos de RTVE en Torrespaña, al finalizar la emisión del Telediario Fin de Semana 2.ª edición de TVE del 12 de enero de 2013.

Raquel Martínez inició su carrera profesional en Radio Círculo y Radio Exterior de España. En 2004 sigue su trayectoria en RNE en Valladolid.
Ese mismo año realizó con Óscar Sacristán una biografía radiofónica de Isabel la Católica titulada 1504: La soledad inunda Castilla, con la que ganaron el Premio de Periodismo de la Junta de Castilla y León Francisco de Cossío.
En 2005 trabajó en el programa La memoria del vino en RNE de Valladolid, que fue galardonado con el premio de periodismo Provincia de Valladolid.
En 2006 fue uno de los rostros de Noticias Castilla y León de TVE del Centro Territorial de RTVE en Castilla y León.  
En marzo de 2006 se incorporó a Televisión Española en Madrid, donde comenzó como presentadora del Canal 24 horas en fin de semana –durante un año por la tarde (2006-2007), el resto todos por la noche (2007-2010)–; en agosto de ese año presentó La 2 noticias y en el del año siguiente, presentó la edición de verano de Gente, cubriendo las vacaciones de Sonia Ferrer.
En 2008 presentó junto con Christian Serrano el concurso de breve duración Mueve tu mente.
Entre 2010 y 2012 se ocupó de conducir el Telediario Internacional edición especial para América de lunes a viernes. Entre 2011 y 2012 trabajó en La noche en 24 horas, presentada y dirigida por Xabier Fortes.
Desde el 8 de septiembre de 2012 hasta el 2 de septiembre de 2018 fue copresentadora del Telediario Fin de Semana de TVE; entre el 8 de septiembre y el 23 de diciembre de 2012 con Marcos López; desde el 12 de enero de 2013 al 19 de octubre de 2014 con Oriol Nolis y desde el 20 de junio de 2015 y hasta el 8 de julio de 2018 con Pedro Carreño.

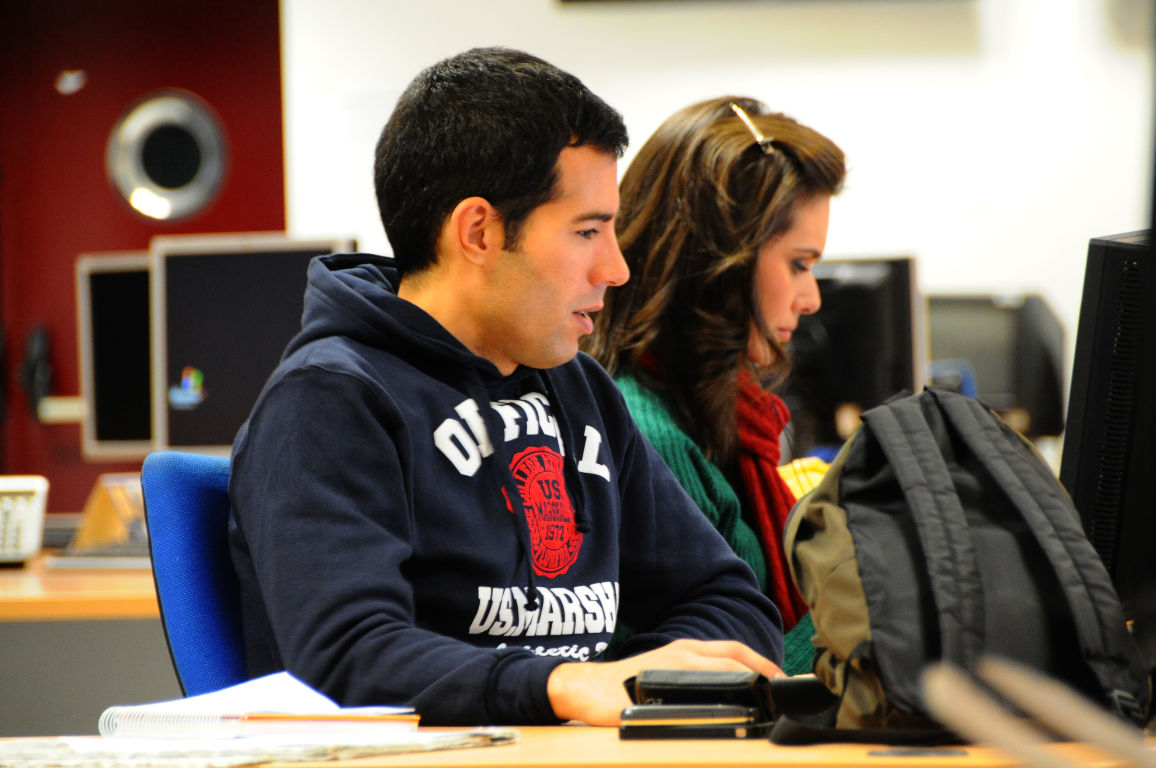
Oriol Nolis y Raquel Martínez en la redacción de Informativos de TVE el 12 de enero de 2013.

Recibió el Premio Imagen de Andalucía del diario La Razón en una ceremonia celebrada en Almería en febrero de 2017.
El 28 de agosto de 2018 se informó que no continuaría presentando los Telediarios Fin de Semana durante la siguiente temporada y que regresaría al Canal 24 Horas como presentadora de informativos. Desde el 22 de septiembre de 2018 presenta Noticias 24h durante las tardes de los fines de semana hasta 2022, y en 2023 por la noche y hasta media mañana. 
Durante la temporada 2018-2019, colaboró en el programa Memoria de delfín de RNE que dirige y presenta Arturo Martín Lafuente.
El 12 de febrero de 2023, dejó de presentar los informativos del Canal 24 horas por decisión propia, para pasar a ser redactora del Canal 24 Horas, en la sección de Cultura, los fines de semana.
Por otra parte, es profesora del Máster Transmedia en Radio y Televisión de la Escuela de Imagen y Sonido CES de Madrid
También destaca su labor como presentadora de eventos, como congresos y conferencias, donde destaca su trabajo junto a Max Foster, periodista de CNN, en la inauguración del Año Internacional del Desarrollo del Turismo Sostenible que tuvo lugar en Madrid en 2017.

## Vida personal
Su pareja es el periodista Francisco Palomares. Son padres de una hija nacida el 2 de enero de 2015 en Madrid.
Tiene un hermano menor que también es periodista.
Fue pregonera de las Fiestas de San Antolín de Palencia en 2017.
Tiene una estrecha relación con la localidad de Velilla del Río Carrión (Palencia), de donde es originaria su familia materna.

## Premios
- 2004: Premio de Periodismo Francisco de Cossío.[32]
- 2005: Premio de Periodismo Provincia de Valladolid.[33]
- 2017: Premio Imagen de Andalucía del diario La Razón.[34]